# Béda Rigaux
Padre Béda Rigaux (Mettet, 31 gennaio 1899 – Bruxelles, 22 aprile 1982) è stato un teologo e presbitero belga.

## Biografia
Désiré Rigaux è entrato nell'Ordine francescano nel 1917 e nel 1921 ha pronunciato la professione solenne, prendendo il nome religioso di Béda. Nel 1923 è stato ordinato presbitero. Dal 1924 ha studiato all'università di Lovanio, dove ha conseguito la laurea in teologia nel 1928 e il dottorato nel 1932. Nel 1935, in seguito alla fondazione del convento francescano di Chant d'Oiseau vicino a Bruxelles, è stato incaricato dell’organizzazione e direzione dell’annesso Scolasticato, dove ha insegnato esegesi. Dal 1945 al 1951 è stato Superiore Provinciale dell'Ordine francescano. Nel 1956 è stato nominato professore all'università di Lovanio. Rigaux ha partecipato al Concilio Vaticano II in qualità di esperto e in seguito ha fatto parte della Pontificia commissione biblica. Nel 1969 si è ritirato dall'insegnamento, diventando professore emerito. Nel 1974 è stato presidente della Studiorum Novi Testamenti Societas. 
Durante la sua attività di studioso del Nuovo Testamento, Rigaux ha pubblicato una decina di libri e circa ottanta articoli. 

## Opere
- Saint Paul et ses lettres, Desclée de Brouwer, 1962.
- Termoignage de l'evangile de Marc, Desclée de Brouwer, 1965.
- Termoignage de l'evangile de Matthieu, Desclée de Brouwer, 1967.
- Termoignage de l'evangile de Luc, Desclée de Brouwer, 1970.
- Dieu l'a ressuscité. Exégèse et théologie biblique, Duculot, 1973.
- Con Barnabas Lindars (coautore), Termoignage de l'evangile de Jean, Desclée de Brouwer, 1974.